# Albert-Émile Artigue
Albert-Émile Artigue (Buenos Aires, 15 agosto 1850 – Parigi, 16 aprile 1927) è stato un pittore, illustratore e incisore francese.

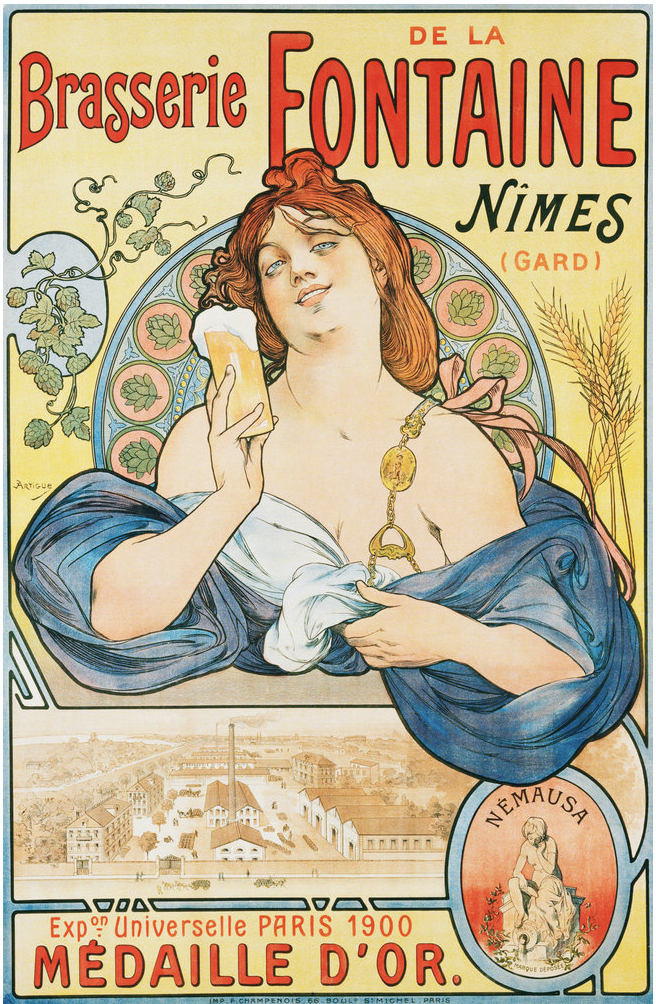
Albert-Émile Antigue - Manifesto pubblicitario di una brasserie

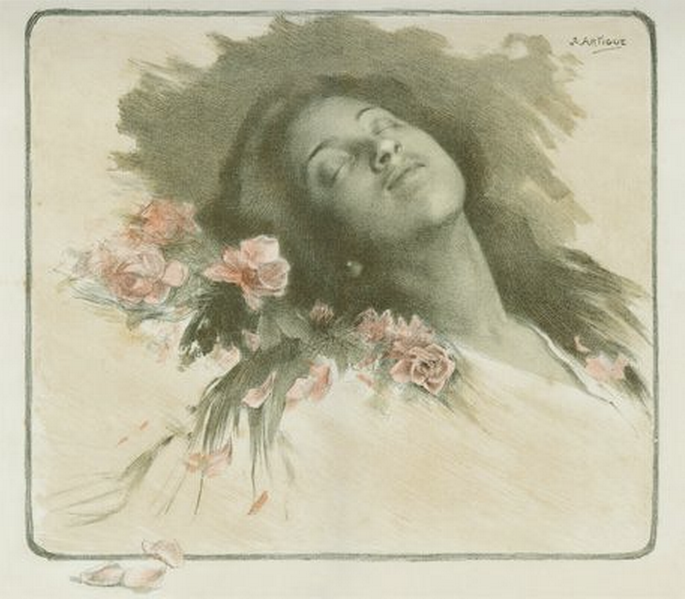
Albert-Émile Antigue -Donna addormentata

Nato da genitori francesi residenti in Argentina, Albert-Émile Antigue, che possiede  doppia nazionalità, a quindici 
anni inizia a frequentare i corsi della scuola municipale di Bordeaux; successivamente, essendo abile nel disegno, perfeziona la sua arte con Alexandre Cabanel. 
Si specializza anche in incisione e litografia. 
I suoi temi preferiti sono le persone eleganti e le donne della Belle Époque. 
Ritorna a vivere in Argentina e diventa docente all'Accademia nazionale di Belle Arti di Buenos Aires dove è conosciuto come Emilio Artigue. 
Si sposa negli Stati Uniti e nel 1904 ottiene la medaglia d'argento alla Latin American Artists at the Saint Louis Louisiana Purchase Exposition. 
Diventa commissario per la sezione belle arti alla Exposition du centenaire de l'Argentine.
In età avanzata, nel corso di un intervento all'Académie Julian, incoraggia Jules Cavaillès a continuare la sua opera.
Albert-Émile Antigue espone al Salon des artistes français e collabora con alcuni periodici come L'Estampe moderne. 
È famoso il suo manifesto pubblicitario per Feuillantine Grande liqueur du monastère de Limoges (Feuillantine. Grande liquore del monastero di Limoges) in stile Art Nouveau.